# Rudolf Schleiden

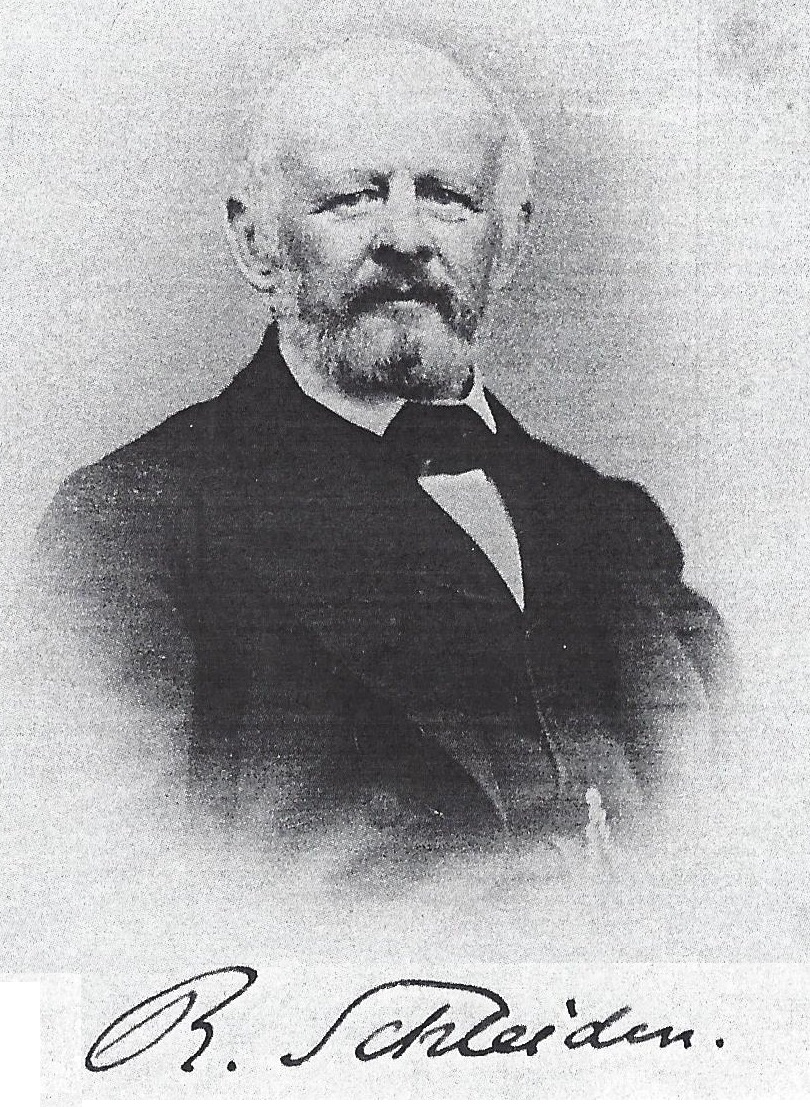
Rudolf Schleiden

Rudolf Schleiden bzw. Rudolph Schleiden (* 22. Juli 1815 auf Gut Ascheberg bei Plön; † 25. Februar 1895 in Freiburg im Breisgau) war ein deutscher Verwaltungsjurist. Wie viele deutsche Beamte diente er der Krone Dänemark im Herzogtum Schleswig und im Herzogtum Holstein. In der Schleswig-Holsteinischen Erhebung trat er in den diplomatischen Dienst der Provisorischen Regierung (Schleswig-Holstein). Später war er hanseatischer Ministerresident in Washington D.C. und London. Vor und nach der Deutschen Reichsgründung saß er im Reichstag.

## Biografie
Schleidens Vater war der Kaufmann und Gutsbesitzer Christian Schleiden. Die Mutter war die Malerin Elise Schleiden und seine Schwester die Malerin Angelika von Woringen, die mit dem Juristen und Hochschullehrer Franz von Woringen verheiratet war. Seine Eltern zogen nach der Heirat 1806 nach Bremen. Weil die Geschäfte infolge der Kontinentalsperre nicht florierten, erwarb der Vater 1810/11 das Gut Ascheberg bei Plön. 1825 musste der Vater das Gut wieder verkaufen. Der Vater nahm eine kaufmännische Stellung beim Deutsch-Amerikanischen Bergwerksverein in Elberfeld an. Für die Firma arbeitete er mehrere Jahre in Mexiko. Die Familie zog zurück nach Bremen. Hier begann Rudolfs Schulzeit. Nach der Rückkehr des Vaters lebte die Familie ab 1828 wieder in Elberfeld, wo Rudolf 1834 am späteren Wilhelm-Dörpfeld-Gymnasium das Abitur ablegte. Zwei Jahre zuvor war sein Vater auf einer Dienstreise im Ausland an Typhus gestorben.
Mit Hilfe eines älteren Bruders begann Schleide an der Christian-Albrechts-Universität zu Kiel Rechtswissenschaft und Kameralwissenschaft zu studieren. 1838 gehörte er zu den Gründern des Corps Saxonia Kiel (das sich zehn Jahre später im Schleswig-Holsteinischen Krieg verausgabte). Als Inaktiver wechselte er an die Friedrich-Wilhelms-Universität Berlin, die Universität Jena und die Georg-August-Universität Göttingen. Dort war Friedrich Christoph Dahlmann Freund der Familie. Seine Absetzung als einer der Göttinger Sieben erlebte er unmittelbar mit. Zum Abschluss des Studiums ging er zurück nach Kiel. Da er sich (vor dem Examen) an einem Pistolenduell beteiligt hatte, wurde er zu zwei Jahren Festungshaft verurteilt. Christian VIII. begnadigte ihn nach seiner Krönung.

### Schleswig und Holstein
Schleiden bestand 1840 das Staatsexamen und wurde Amtssekretär in Reinbek. Danach wechselte er nach Kopenhagen als Hilfsarbeiter in der Generalzollkammer und im Commerzcollegium. Schleiden wurde bald mit wichtigen Aufgaben wie der Inspektion der Zollanstalten in Schleswig und Holstein betraut und danach studierte er das Eisenbahn- und Zollwesen in einigen Staaten des Deutschen Bundes, Belgiens, Hollands und Frankreichs. Nach der Rückkehr 1845 trug er seine Eindrücke dem König vor. Daraufhin wurde er zum zweiten Chef für das gesamte Zoll- und Handelswesen der Herzogtümer befördert. Im Jahr 1846 wurde er zum Geheimen Justizrat ernannt. Als sich in Dänemark immer stärker eine eher zentralstaatliche Tendenz durchsetzte, trat Schleiden weiter für die alten Rechte der Herzogtümer Schleswig und Holstein ein. In der Folge kam es zu Konflikten mit seinen Vorgesetzten. Noch schwieriger wurde die Lage nach der Thronbesteigung von Friedrich VII. und der Revolution in Kopenhagen im März 1848. Schleiden legte seine Ämter nieder und ging wie viele deutsche Beamte in dänischen Diensten nach Kiel.
Schleiden stellte sich der provisorischen Regierung von Schleswig-Holstein in Rendsburg zur Verfügung. Er wurde als Diplomat nach Hannover entsandt, um dort um militärische Hilfe zu bitten. Danach reiste er als Vertreter der Herzogtümer als Mitglied des Vorparlaments in Frankfurt. Ihm gelang es bereits in der zweiten Sitzung, die Aufnahme des Herzogtums Schleswig in den Deutschen Bund durchzusetzen. Schleiden gehörte in der Folge auch dem Fünfzigerausschuss an. Mitte Mai 1848 kehrte er nach Schleswig-Holstein zurück, um von dort in diplomatischer Mission nach Berlin entsandt zu werden. Dort hat er sich auch an der Anwerbung von Soldaten und Offizieren für die im Entstehen begriffene Armee der Herzogtümer bemüht. Er kehrte nach Schleswig zurück und arbeitete im Departement des Auswärtigen. Nachdem während des ersten Deutsch-Dänischen Krieges die Statthalterschaft nach Flensburg ausgewichen war, hat er weiterhin versucht im Interesse der Herzogtümer zu wirken. So reiste er 1850 etwa nach Brüssel und Paris. In Paris wurde eine von ihm in französischer Sprache verfasste Denkschrift gedruckt und allen bedeutenden Politikern zur Verfügung gestellt. Nach dem Ende des Krieges wurde Schleiden aus dem gesamten dänischen Machtbereich, zu dem auch die beiden Herzogtümer wieder gehörten, verbannt.

### Ministerresident in Washington und London
1852 siedelte Schleiden nach Bremen um und wurde auf Empfehlung von Bürgermeister Johann Smidt mit dem Aufbau einer bremischen, diplomatischen Mission in den USA beauftragt. Im Sommer 1853 reiste er als bremischer Ministerresident (diplomatische Rangstufe) nach Washington. Er unternahm bald eine ausgedehnte Reise durch verschiedene Staaten der USA und durch Kanada. In der Mitte der 1850er Jahre reiste er im Auftrag der Hansestädte Bremen, Hamburg und Lübeck nach Mexiko, um dort einen Handels- und Schifffahrtsvertrag auszuhandeln. Allerdings wurde dieser von der mexikanischen Seite nicht ratifiziert.
Ihm gelang es 1861, ein gutes Verhältnis zum neuen amerikanischen Präsidenten Abraham Lincoln aufzubauen. Gleichzeitig verfügte er aber auch über gute Beziehungen zu der konföderierten Regierung. Vergeblich hat er versucht, zwischen beiden Seiten zu vermitteln. Während der schwierigen Situation des Sezessionskrieges intervenierte er oft zu Gunsten von Bremer und andern deutschen Schiffen erfolgreich bei den Kriegsparteien. Er beriet das amerikanische Außenministerium in völkerrechtlichen Fragen. Auch andere Diplomaten in Washington bis hin zum britischen Botschafter holten sich Rat bei Schleiden. 1862 wurde er auch offiziell Hanseatischer Bevollmächtigter für Bremen, Hamburg und Lübeck in den USA. 1864 wechselte er in dieser Funktion nach London. Nachdem er die preußisch-österreichische Besetzung der Herzogtümer Holstein und Schleswig infolge des Deutsch-Dänischen Krieges scharf kritisiert hatte, war er als Diplomat nicht mehr zu halten.

### Abgeordneter
Schleiden wurde daraufhin in der nun preußischen Stadt Altona Mitglied des Magistrats; diesen Posten hatte er aber nur bis 1870. Nach dem Deutschen Krieg (dem 2. Einigungskrieg) wurde er 1867 für Altona in den Konstituierenden Reichstag des Norddeutschen Bundes gewählt. Dem Parlament und dann dem Deutschen Reichstag gehörte er bis 1873 an. Er war Mitglied der Liberalen Reichspartei um Chlodwig zu Hohenlohe-Schillingsfürst. Im Jahr 1870 gehörte er zu der Reichstagskommission die Wilhelm I. in Versailles bat, die Kaiserkrone anzunehmen.

### Letzte Jahre
Nachdem er 1873 seinen Wahlkreis an einen Sozialdemokraten verloren hatte, zog er nach Freiburg im Breisgau, wo eine Schwester von ihm wohnte. Er war als Autor tätig und schrieb vor allem für die wissenschaftliche Beilage der Augsburger Allgemeinen Zeitung. Er veröffentlichte die Erinnerungen eines Schleswig-Holsteiners, die zwischen 1886 und 1894 in vier Bänden erschienen. Eine Geschichte Schleswig-Holsteins blieb unvollendet. Daneben veröffentlichte er kleinere Schriften. Auch reiste er unter anderem noch zweimal in die USA. 1883 nahm er an der Eröffnung der Northern Pacific Railway teil. Trotz relativ geringer Einkünfte konnte er nach seinem Tod der Albert-Ludwigs-Universität Freiburg eine Stiftung zur Förderung völkerrechtlicher Arbeiten hinterlassen.

## Schriften
- Jugenderinnerungen eines Schleswig-Holsteiners. Wiesbaden 1886.